# André Ragot (Widerstandskämpfer)
André Ragot (* 21. November 1909 bzw. 21. November 1911 in Roanne; † 22. September 1954 in Sens) war ein französischer Arzt, Widerstandskämpfer der Résistance und KZ-Überlebender.

## Leben
André Ragot besuchte das Gymnasium Louis-le-Grand in Paris und das Gymnasium von Bourges. Anschließend studierte er Medizin. Als Assistenzarzt arbeitete er bei Meaux. Seinen Militärdienst leistete er in Dijon und der Militärarzt-Schule in Lyon. 1935 zog er nach Sens, wo er sich einen Namen als Gynäkologe und Geburtshelfer machte.
Mit Beginn des Zweiten Weltkriegs wurde Ragot im Rang eines Leutnants nach Dijon eingezogen und dann in Jessains mobilisiert. Nach der Demobilisierung am 30. August 1940 wirkte er wieder als Arzt in Sens. Dabei betätigte er sich im Widerstand. So fälschte er medizinische Untersuchungsergebnisse und injizierte Substanzen, damit Arbeiter bei Untersuchungen erhöhte Harnstoffwerte im Blut aufwiesen. So half er ihnen, der Zwangsarbeit in Deutschland im Rahmen des STO zu entkommen. Unklar ist, welcher Widerstandsorganisation Ragot angehörte. Möglicherweise gehörte er zum Bourdeaux-Loupiac-Netzwerk, möglicherweise zum Jean-Marie-Buckmaster-Netzwerk. Seine Organisation unterhielt einen Fluchtweg in die unbesetzte Südzone Frankreichs, der durch Châlon-sur-Saône, wo Ragots Vater lebte, über Saint-Jean-Pied-de-Port nach Spanien.
Ragots Tätigkeit im Widerstand fiel auf und er wurde vom Unterpräfekten des Vichy-Kollaborationsregimes in Sens überwacht. Am 2. Juli 1943 wurde er von der Feldgendarmerie verhaftet, nachdem ihn zwei Frauen denunziert hatten, denen er aufgrund ihrer Motive Fluchthilfe verweigert hatte, und die im Februar 1943 verhaftet worden waren. Er wurde zunächst in Sens, dann in Auxerre und im Cherche-Midi-Gefängnis von Paris inhaftiert. 
Am 18. November 1943 wurde er in das KZ Natzweiler-Struthof eingeliefert. Er war der Gefangene NN und erhielt die Nummer 6163. Zeitweise war er einem Arbeitskommando in Cochem, einem Außenlager, zur Zwangsarbeit zugeteilt. Erkrankt, wurde er ins Hauptlager zurückgebracht und wurde als Arzt-Insasse beschäftigt. Er bemühte sich mit 44 gefangenen Gesundheitsfachpersonen um etwa 1200 erkrankte Mithäftlinge. Mit der „Evakuierung“ des Hauptlagers Natzweiler-Struthof am 3. September 1944 kam er in das KZ Dachau. Dort behandelte er im Block 9 Gefangene, die an Ruhr und Typhus litten. In Dachau wurde er am 29. April 1945 befreit.
Als Zeuge sagte Ragot im November 1946 und im Juli 1947 in den Rastatter Prozessen aus, unter anderem über seine Zeit im Außenlager Cochem. Dem Prozess gegen den Lagerkommandanten Friedrich Hartjenstein und Angehörige der Wachmannschaften 1954 wohnte er bei. Über seine Erfahrungen in deutschen Konzentrationslagern veröffentlichte André Ragot 1946 den Bericht NN (Nuit et Brouillard). 1954 starb er im Alter von nur 43 Jahren.

## Schriften
- NN. Nuit et Brouillard. Copped, [Saint-Jean-Pied-de-Port] 1946.